# Кригоріз (архітектура)

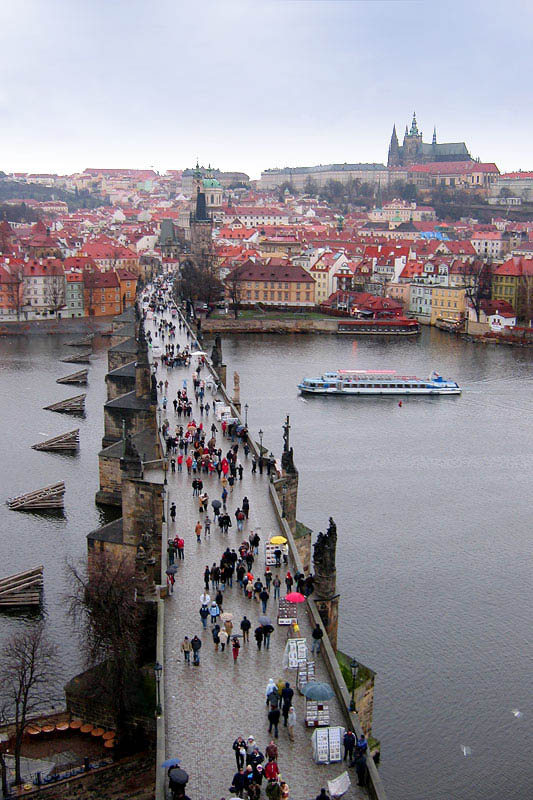
Кригорізи Карлового мосту вище за течією (зліва) Влтави у Празі.

Кригорі́з або льодорі́з (рос. ледорез; англ. ice-apron, ice-breaker, starling, ice-cutter, нім. Eisschneider m) — пристрій, окрема конструкція, заглиблена у воду споруда, зазвичай, з клиноподібним виступом, для захисту опор мостів, биків гребель, гідротехнічних споруд і трубопроводів від ударів криги під час льодоходу та попередження крижаних заторів. Головним елементом слугує похила чи вертикальна грань криволінійного обрису, що звернена проти течії річки. Кригоріз сприймає на себе удари криги, ламає її й спрямовує по обидва боки від опори моста, в проходи греблі. Окремо від опор льодорізи споруджують перед мостами пальних типів — виносний або аванпостний кригоріз. Льодорізом може слугувати оголовок бика.
Розрізняють:
- кущові, у вигляді куща паль, на річках зі слабким льодоходом;
- пласкі, у вигляді одного ряду паль об'єднаних зверху похилим елементом, на річках зі слабким та середнім льодоходом;
- шатрові, просторові льодорізи перед широкими опорами на річках з сильним льодоходом у вигляді пов'язаних між собою паль, що обшиті пластинами.